# رطبان أرجواني
رطبان أرجواني (الاسم العلمي: Hygrocybe purpurea) هو نوع من الفطريات يتبع جنس الرطبان من الفصيلة الهدبانية.